# Liard River Corridor Park
Liard River Corridor Park är en park i Kanada.   Den ligger i provinsen British Columbia, i den centrala delen av landet, 3 600 km väster om huvudstaden Ottawa. Liard River Corridor Park ligger 354 meter över havet.
Terrängen runt Liard River Corridor Park är huvudsakligen kuperad. Liard River Corridor Park ligger nere i en dal. Trakten runt Liard River Corridor Park är nära nog obefolkad, med mindre än två invånare per kvadratkilometer.. Det finns inga samhällen i närheten.
I omgivningarna runt Liard River Corridor Park växer i huvudsak barrskog.